# مارلينيس كوستا
مارلينيس كوستا (Marlenis Costa) هي لاعبة أولمبية لرياضة كرة طائرة من كوبا. شاركت في الأولمبياد الصيفي في 1992–2000، وفازت بما مجموعه 3 ميداليات.

## الميداليات
| ذهب | فضة | برونز | المجموع |
| 3   | 0   | 0     | 3       |

## روابط خارجية
- مارلينيس كوستا على موقع الاتحاد الأوروبي (الإنجليزية)
- مارلينيس كوستا على موقع عالم الكرة الطائرة (الإنجليزية)
- مارلينيس كوستا على موقع اللجنة الأولمبية الدولية (الإنجليزية)
- مارلينيس كوستا على موقع أوليمبيديا (الإنجليزية)